# Charlottenlund Station
Charlottenlund Station er en S-togs-station i bydelen Charlottenlund i Gentofte Kommune nord for København. Stationen ligger i den centrale del af bydelen, hvor dens hovedgade, Jægersborg Allé, krydser jernbanen.
Charlottenlund Station ligger på Klampenborgbanen mellem Hellerup og Klampenborg. Den betjenes af tog på S-togsnettets linje C, som har en rejsetid til det centrale København på ca. 15 minutter.

## Historie
Stationen blev taget i brug samtidig med Klampenborgbanens indvielse 22. juli 1863. Den oprindelige stationsbygning lå på stationens vestside – samme sted som den nuværende – og var tegnet af V.C.H. Wolf, der også stod bag banens øvrige stationer mellem Hellerup og Klampenborg. Det var en beskeden gul murstensbygning i to etager, der udover ventesal rummede stationsforstanderens bolig.
Ved stationens åbning bestod stationens opland af nogle spredte bebyggelser omkring slottet, så de fleste rejsende var skovtursgæster, der udover fred og ro i skoven bl.a. søgte en række udskænknings- og dansepigetelte i Charlottenlund Skovs sydøstlige hjørne. Med åbningen af jernbanen tiltrak området sig fra sidst 1860'erne desuden en del landliggere, der pendlede til København med toget.
I forbindelse med anlægget af Klampenborgbanens 2. hovedspor blev stationsbygningen i 1876 udvidet med fire fag mod syd. Der blev bl.a. indrettet godsekspedition, bolig til en drager samt en detention til højrøstede udflugtsrejsende. På banens østside opførtes et billetkontor og et langt halvtag langs perronen.
Som led i anlægget af Kystbanen blev den gamle stationsbygning revet ned i efteråret 1897, og den nuværende blev opført på samme sted. Den er tegnet af Thomas Arboe og stod klar i starten af 1899. Den består af en hovedbygning i 2½ etage med en sidebygning på hver side på 1½ etage.
I 1890'erne havde Charlottenlund udviklet sig til en udpræget villaby, og helårsbeboelsen gav desuden grundlag for et antal detailforretninger. Efter Kystbanens åbning var skovturstrafikken dog stadig i stigning og kulminerede i 1901/02, hvor stationen solgte 656.000 billetter.
Den tiltagende jernbanetrafik gjorde jernbaneoverskæringen nord for stationen upraktisk og farlig, så i 1915-16 anlagdes en fodgængertunnel mellem østre og vestre stationsforplads. Nedgangene lå i to smukke trappehuse tegnet af Heinrich Wenck. Jernbaneoverskæringen blev i 1922-23 erstattet af en viadukt, der fører Jægersborg Allé over banen.
Ved udvidelsen af strækningen Hellerup-Klampenborg med det 3. og 4. spor i 1926-28 blev der anlagt to nye øperroner med perrontage samt nedgang til perrontunnelen, der nu blev dobbelt så lang. De to trappehuse blev fjernet, og i stedet anlagdes ramper med lave trin af hensyn, så de kan benyttes af cykler og barnevogne. De nye spor betød, at man måtte man fjerne bygningerne på østsiden af banen. I stedet opførtes en lille ottekantet pavillon, der rummede ventesal, billetsalg og rejsegodsekspedition. Billetsalget ophørte i 1956, og i dag huser bygningen en spejdertrop.
De to vestlige spor blev i 1934 elektrificeret og indgik i den første S-bane-strækning. De to østligste spor bruges i dag kun af fjerntog, der normalt ikke standser ved stationen.
På grund af sporarbejde på S-banen fra 22. september 2008 til 30. november 2008, hvor der ikke kørte S-tog mellem Hellerup og Klampenborg, var der etablerede midlertidige perroner ved de østlige (fjerntogs) spor. Der standsede således fjerntog på Charlottenlund station, så længe der ikke kørte S-tog på denne strækning.

## Galleri
- Stationsbygningen set fra gadesiden.
- Stationsbygningen set fra sporsiden.
- Tagudhæng.
- Perrontunnel.
- Afspærret perron for fjerntog.
- S-banesporene set fra nord.

## Antal rejsende
Ifølge Østtællingen var udviklingen i antallet af dagligt afrejsende med S-tog:
| År   | Antal | År   | Antal | År   | Antal | År   | Antal |
| ---- | ----- | ---- | ----- | ---- | ----- | ---- | ----- |
| 1957 | -     | 1974 | 2.426 | 1991 | 2.523 | 2001 | 2.028 |
| 1960 | -     | 1975 | 2.148 | 1992 | 2.415 | 2002 | 2.180 |
| 1962 | -     | 1977 | 1.971 | 1993 | 2.434 | 2003 | 2.241 |
| 1964 | -     | 1979 | 2.529 | 1995 | 2.138 | 2004 | 1.392 |
| 1966 | -     | 1981 | 2.886 | 1996 | 2.480 | 2005 | 2.186 |
| 1968 | 3.558 | 1984 | 2.721 | 1997 | 2.241 | 2006 | 2.426 |
| 1970 | 3.002 | 1987 | 2.559 | 1998 | 2.337 | 2007 | 2.233 |
| 1972 | 2.681 | 1990 | 2.608 | 2000 | 2.147 | 2008 | 1.779 |